# ハーブティ

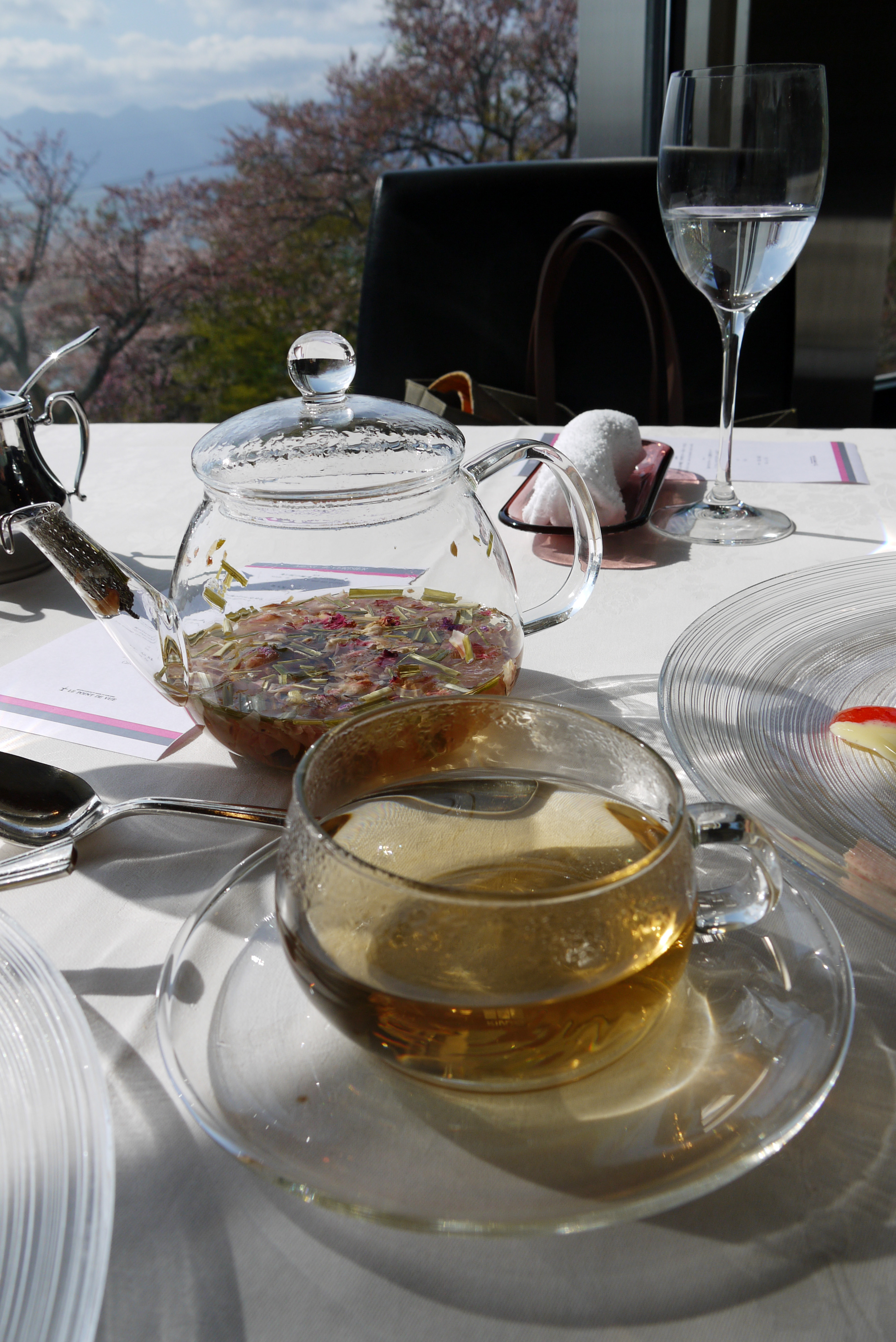
ハーブティ

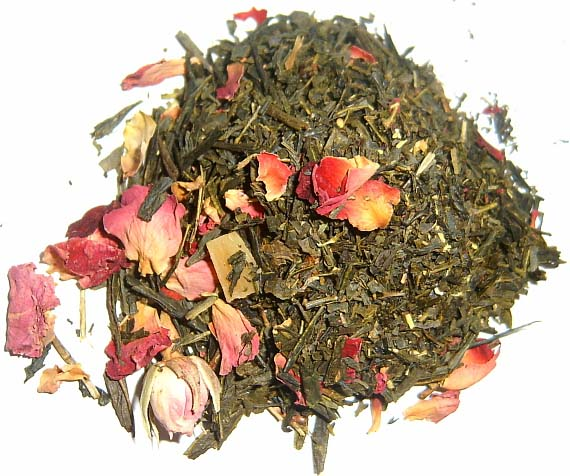
ハーブの茶葉

ハーブティ （英: Herbal tea） はハーブを摘んだもの、さらに乾燥させたものを煮だした飲み物である。英語では、フランス語のハーブティを意味する Tisane からチザンとも呼ばれる。
各種のハーブティ缶やティーバッグが市販されているが、自家栽培のハーブを乾燥させて自分で作ることもできる。広義に解釈すれば、チャノキもハーブの一種であるのでハーブティのなかに緑茶なども含まれるといっていいであろう。

## 種類と効用
ハーブは様々な効用を持つとされ、ハーブティはその効果を簡単に享受できる一手段として用いられる。と、同時に、良い香りや綺麗な色を楽しむために飲む人も多い。この節では、代表的なハーブティに用いられるハーブの効用を述べる。
- ローズヒップは、ビタミンCを大量に補給できるとされ、ビタミンCを大量に消耗するスモーカーや美容によいとされる。
- ペパーミントは清涼感があり、アレルギー症状、二日酔いや船酔いを和らげる。
- タイムは殺菌力を有しており、インフルエンザ予防や炎症等に効果があるとされる。
- カモミール、ラベンダーは鎮静作用を有しており、精神を安定させたり不眠症などの神経症に効用がある。
- セント・ジョーンズ・ワートは軽から中程度のうつ病に効果があるとされる説がある。

これ以外にもレモングラス、シナモン、ローズマリーなど各種のハーブティが市販されており、数種類のハーブをブレンドしたものもある。

### 安全性
食品＝安全という考えで過大な期待をして利用することには注意が必要だ。ただし、摂取すると人体に有害な成分をもつ場合だけでいうと、それはハーブティーというよりも脱法ハーブの概念になってしまう。
ハーブティーの概念は、あくまで人体の健康を保ち続けるという、健康的な使用用途を要する場合だけであり、人体の健康を阻害されるものは全て法に基づいて、その抽出過程さえ、厳重に規定されている。
食品＝安全という考えで過大な期待をして利用することには注意が必要な場合といえば、
その他には、医薬品と同時に摂取すると副作用を生じる場合、成分による食物アレルギーを発症する場合がある。特に、ミントティーを２杯程度に抑えなければならないことと、カモミールティーの種類のなかに、アレルギーを有する成分があることなどその他がそれにあたる。
また、持病や体調不良などで医師にかかっている場合には飲用を申し出た方がよい場合がある。ただし、ハーブティーに対する専門的知識をどこまで医師が持っているかわからないため、通信講座を利用するなどして、しっかり知識をつけるか、それぞれのハーブティーの成分に関して調査したうえで飲用すべきであることは否めない。
ときに、妊娠及び授乳中の摂取にも慎重さが求められることもある。
- 医薬品との同時摂取により薬の効力を弱めたり強めたりする相互作用、副作用、過剰摂取による注意喚起がされている主なハーブ類。[1]

セント・ジョーンズ・ワート、エゾウコギ、シナモン
- 重篤なアレルギー症状が出るおそれのある物。

イチョウ  - ギンコール酸を多く含み、生の葉を自分で乾燥させた場合危険性が高い。
コンフリー  - 日本名ではヒレハリソウ。長寿のハーブとしてブームになったが、エチミジンを多く含み、肝機能障害を引き起こす恐れがあるため、2004年以降日本では販売禁止。

## 中国的ハーブティ

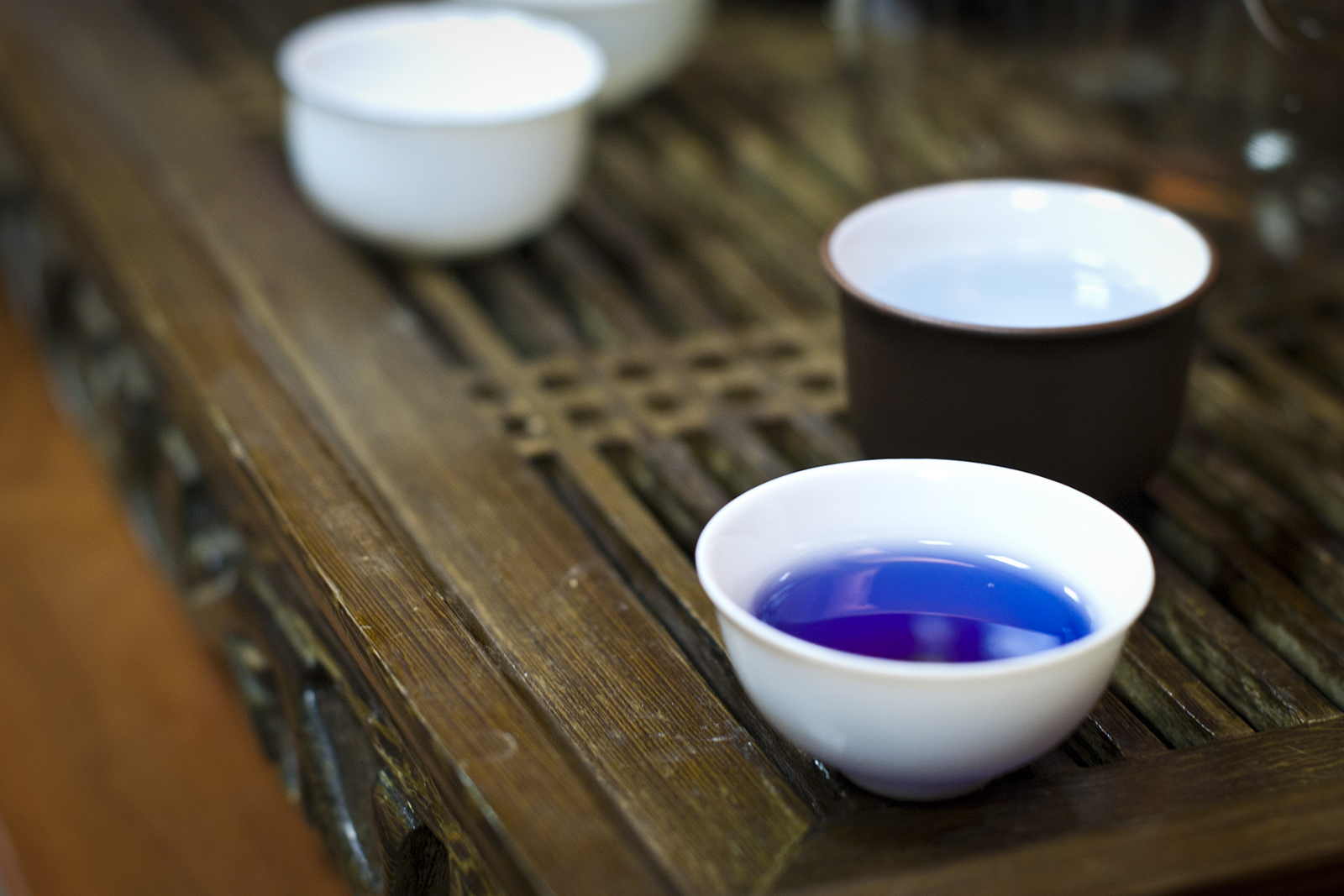
蝶豆花茶

中国語では草本茶あるいは花草茶といい、古来から薬用として飲用されている。大韓民国で盛んな人参茶なども含む。

## ブータン
ブータンではツェリンマ茶と呼ばれる、紅花の花弁やタマラニッケイの根を材料としたハーブティーが飲まれている。

## フランス
フランスでハーブティを意味する Tisane は、元はラテン語 ptisana 、古代ギリシャ語で精麦したオオムギ πτισάνη（ptisánē）を語源とする。そういった麦から作られたバーリーウォーター（大麦湯）と呼ばれる麦茶から来ている。